# 노에역
노에역(일본어: 野江駅, のええき)은 일본 오사카부 오사카시 조토구에 있는 게이한 전기철도 게이한 본선의 역이다. 역 번호는 KH05이다.

## 역사
- 1910년 4월 15일: 게이한 본선 개통으로 영업 개시.
- 1931년 10월 14일: 현재의 역사 위치 이설.
- 1933년 12월 29일: 복선화.
- 1943년 10월 1일: 회사 합병으로 게이한신 급행 전철 역이 됨.
- 1945년 9월 15일: 수송력 복구를 위해 한산 시, 역의 사용 중지.
- 1946년 1월 21일: 역의 사용 제한 철폐.
- 1949년 12월 1일: 회사 분할로 게이한 전기 철도 역이 됨.
- 1984년 8월 20일: 주륜장 영업 개시.
- 1993년 1월 27일: 역사 8량화.
- 1999년 12월 24일: 엘리베이터 2기 설치.
- 2000년 1월 24일: 신역사 개업과 다목적화장실 사용 개시.
- 2003년 9월 6일: 1시간당 열차 정차 횟수가 8회에서 6회로 감소됨.
- 2004년 8월 1일: PiTaPa 사용 개시.
- 2014년 3월 24일: 승강장에 이상 통보 장치 설치.
- 2018년: 오사카히가시 선과 환승될 예정.

## 역 구조
통과선 2개를 사이에 둔 상대식 승강장 2면 2선의 고가역. 외측 2선(B선)에만 승강장이 있어, 사이의 통과선(A선)에 승강장은 없다. 개찰구는 1층, 승강장은 2층에 있으며 개찰구는 1개소이다. 장애인 전용 엘리베이터 2기와 다목적화장실 1개 설치됨, 자동개찰기도 휠체어용으로 1기가 있다.

### 승강장
| 번호 | 노선          | 방향 | 행선                                          |
| ---- | ------------- | ---- | --------------------------------------------- |
| 1    | ■ 게이한 본선 | 상행 | 모리구치시・주쇼지마・산조・데마치야나기 방면 |
| 2    | ■ 게이한 본선 | 하행 | 교바시・요도야바시・나카노시마 방면           |

※ 두 승강장과의 유효 길이는 8량이다.

## 이용 현황
| 연도별 1일 평균 하차 승차 인원 | 연도별 1일 평균 하차 승차 인원 | 연도별 1일 평균 하차 승차 인원 | 연도별 1일 평균 하차 승차 인원 |
| 연도                           | 특정일                         | 특정일                         | 1일 평균 승차 인원             |
| 연도                           | 하차 인원                      | 승차 인원                      | 1일 평균 승차 인원             |
| ------------------------------ | ------------------------------ | ------------------------------ | ------------------------------ |
| 1995년                         | 15,540                         | 7,956                          | 8,407                          |
| 1996년                         | -                              | -                              | 8,490                          |
| 1997년                         | -                              | -                              | 7,931                          |
| 1998년                         | 13,244                         | 6,745                          | 7,627                          |
| 1999년                         | -                              | -                              | 7,115                          |
| 2000년                         | 12,548                         | 6,347                          | 6,945                          |
| 2001년                         | -                              | -                              | 6,639                          |
| 2002년                         | 12,242                         | 6,189                          | 6,465                          |
| 2003년                         | 11,607                         | 5,852                          | 6,472                          |
| 2004년                         | 11,981                         | 6,048                          | 6,326                          |
| 2005년                         | 11,730                         | 5,920                          | 6,311                          |
| 2006년                         | 11,835                         | 5,983                          | 5,963                          |
| 2007년                         | 11,754                         | 5,912                          | 6,188                          |
| 2008년                         | 12,238                         | 6,163                          | 6,072                          |
| 2009년                         | 15,404                         | 7,655                          | 5,927                          |
| 2010년                         | 11,499                         | 5,875                          | 6,123                          |
| 2011년                         | 11,424                         | 5,791                          | 5,978                          |
| 2012년                         | 11,609                         | 5,882                          | 5,976                          |
| 2013년                         | 11,686                         | 5,932                          | 6,200                          |
| 2014년                         | 11,859                         | 6,022                          | 6,309                          |
| 2015년                         | 12,041                         | 6,107                          | 6,384                          |

## 역 주변
- 오사카 시립 조토 도서관
- 조토 노에 우체국
- 오사카 시립 가모 중학교
- 오사카 시립 세이이쿠 초등학교
- 오사카 시영 지하철 다니마치 선 노에우친다이 역 (도보 약 10분)
- 노에미즈 신사
- 가모 공원
- 간코 본사
- 게이한 전기철도 가모 변전소

## 인접역
| 게이한 전기철도 ■ 게이한 본선 | 게이한 전기철도 ■ 게이한 본선 | 게이한 전기철도 ■ 게이한 본선 |
| ----------------------------- | ----------------------------- | ----------------------------- |
| KH04 교바시 요도야바시 방면   | ■ 보통                        | 세키메 KH06 데마치야나기 방면 |